# Байки зі склепу (телесеріал)
«Байки зі склепу» (англ. Tales from the Crypt) — американський телесеріал-антологія, прем'єра якого відбулася у 1989—1996 роках.
Історії серіалу засновані на популярних в 1950-ті роки однойменних коміксах. Перший епізод вийшов 10 червня 1989 року, 93-й епізод, останній сьомого сезону — 19 липня 1996 року. Кожен епізод дебютував із титульної заставки під музику, написану Деніелом Ельфманом.

## Список епізодів серіалу
| Сезони | Сезони | Епізоди | Прем'єрний показ | Прем'єрний показ | Примітки |
| Сезони | Сезони | Епізоди | початок          | закінчення       | Примітки |
| ------ | ------ | ------- | ---------------- | ---------------- | -------- |
| 1      |        | 6       | 10 червня 1989   | 28 червня 1989   |          |
| 2      |        | 18      | 21 квітень 1990  | 31 липня 1990    |          |
| 3      |        | 14      | 15 червня 1991   | 28 серпня 1991   |          |
| 4      |        | 14      | 27 червня 1992   | 16 вересня 1992  |          |
| 5      |        | 13      | 2 жовтня 1993    | 8 грудня 1993    |          |
| 6      |        | 15      | 31 жовтня 1994   | 25 січня 1995    |          |
| 7      |        | 13      | 19 квітня 1996   | 19 липня 1996    |          |

## Запрошені зірки
У різних епізодах «Байок зі склепу» знімалися відомі актори й акторки, лауреати «Оскару» та інших престижних премій.
Деякі найвідоміші зірки-камео:
- Айзек Гейз
- Алан Армстронг[en]
- Арнольд Шварценеггер
- Бенісіо дель Торо
- Берт Янг
- Білл Пекстон
- Біллі Зейн
- Бо Бріджес
- Боб Госкінс
- Бобкет Ґолдтвейт[en]
- Браян Краузе
- Бред Дуріф
- Бред Пітт
- Брук Шилдс
- Брюс Пейн
- Веніті
- Вінсент Спано
- Вупі Голдберг
- Гектор Елізондо[en]
- Грегг Оллмен
- Генк Азарія
- Девід Ворнер
- Демі Мур
- Ден Екройд
- Деніел Крейґ
- Денніс Фаріна
- Джеймс Ремар
- Джефрі Тембор
- Джоан Северанс[en]
- Джон Літгоу
- Джон Ловітц
- Джордж Вендт
- Джада Пінкетт-Сміт
- Джадд Нельсон[en]
- Джо Пантоліано
- Джо Пеші
- Джон Стеймос[en]
- Ділан Макдермотт
- Дон Ріклс
- Дональд О'Коннор
- Едді Іззард
- Ендрю Маккарті[en]
- Ентоні Майкл Голл
- Ерні Гадсон
- Іггі Поп
- Кайл Маклаклен
- Кірк Дуглас
- Корі Фельдман
- Крістофер Рів
- Ларрі Дрейк
- Ленс Генріксен
- Ліа Томпсон
- Майкл Айронсайд
- Майкл Джей Фокс
- Малкольм Макдавелл
- Марг Гелгенбергер
- Марго Кіддер
- Марк Дакаскос
- Мартін Шин
- Маршалл Белл
- Мігель Феррер
- Мімі Роджерс
- Міт Лоуф
- Наташа Річардсон
- Патриція Аркетт
- Ріта Вілсон
- Річард Томас[en]
- Роберт Патрік
- Рой Броксмит[en]
- Сандра Буллок
- Слеш
- Стів Бушемі
- Стівен Вебер[en]
- Твіггі
- Тері Гетчер
- Тім Каррі
- Тім Рот
- Тімоті Далтон
- Том Генкс
- Тріт Вільямс
- Френк Сталлоне[en]
- Чіч Марін
- Юен Мак-Грегор

Деякі актори знімали в кількох епізодах у різних ролях: Маршалл Белл, Ларрі Дрейк, Ренс Генріксен, Майкл Айронсайт та інші.